# آقالی (آق‌داش)
آقالی (به لاتین: Ağalı) یک منطقه مسکونی در جمهوری آذربایجان است که در شهرستان آغ‌داش واقع شده‌است.